# William Jessop
William Jessop (* 23. Januar 1745 in Devonport, Devon; † 18. November 1814 in Butterley Hall) war ein englischer Bauingenieur, der vor allem für seine Kanalbauten, Häfen und frühe Eisenbahnen im späten 18. und frühen 19. Jahrhundert bekannt ist.

## Leben

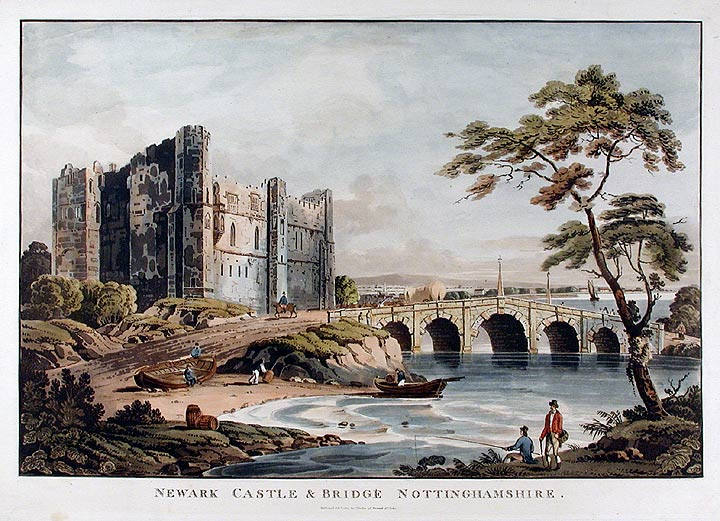
Newark Castle und -Brücke im frühen 19. Jahrhundert

Jessop war der Sohn von Josias Jessop, einem Vorarbeiter in einer Schiffswerft. Josias Jessop war zuständig für die Wartung des Rudyerd’s Tower, einem hölzernen Leuchtturm auf den Eddystone Rocks. Er führte diese Aufgabe 20 Jahre lang aus, bis 1755, als der Leuchtturm niederbrannte. John Smeaton, ein führender Bauingenieur, machte Pläne für den neuen steinernen Eddystone-Leuchtturm und Josias überwachte die Bauarbeiten. Die beiden wurden Freunde und als Josias 1761 starb, zwei Jahre nach Vollendung des Leuchtturms, wurde William Jessop Schüler und Assistent von John Smeaton bei der Arbeit an verschiedenen Kanalbauvorhaben in Yorkshire.
Jessop arbeitete mehrere Jahre als Smeatons Assistent, bevor er selbstständig wurde. Er assistierte Smeaton bei den Schifffahrtswegen von Calder and Hebble und von Aire and Calder in Yorkshire. Jessop war Mitglied der Society of Civil Engineers, die Smeaton 1771 gründete.
Von 1784 bis 1805 lebte Jessop in Newark in Nottinghamshire, wo er zweimal Bürgermeister wurde.
Jessop erkrankte später an einer Lähmung, so dass er ab 1805 nicht mehr arbeiten konnte. Ein Jahr nach seinem Tod 1814 wurde bei Ripley im Codnor-Park ein Denkmal in Form einer 21 Meter hohen dorischen Säule für ihn errichtet. Sein Sohn Josias Jessop wurde auch ein erfolgreicher Ingenieur.

## Großer Kanal von Dublin

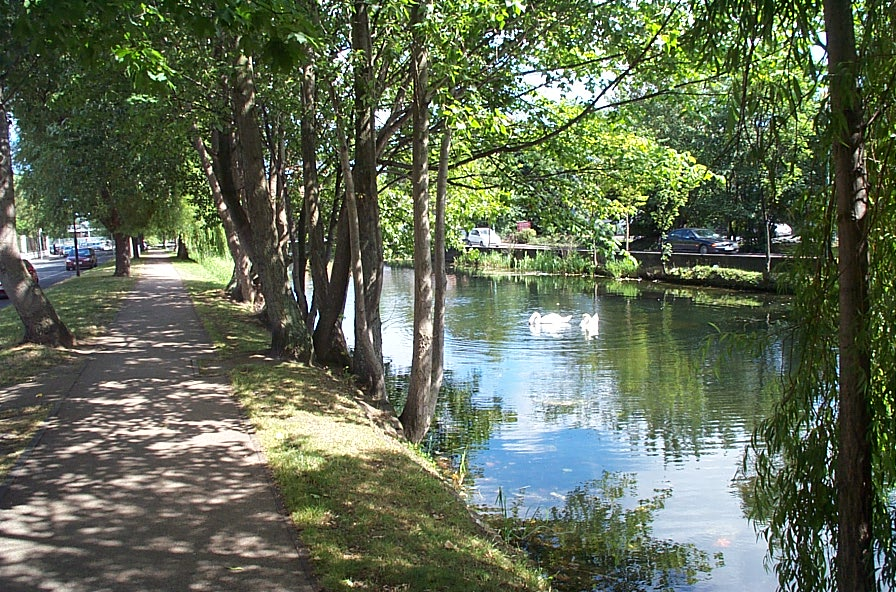
Der Große Kanal in Dublin

Jessops erste wichtige Arbeit war der große Kanal von Irland. Es begann 1753 als Projekt der Regierung, und in 17 Jahren waren 21 km von Dublin ausgehend gebaut worden. 1772 wurde eine private Gesellschaft gegründet, um den Kanal zu vollenden und John Smeaton wurde hinzugezogen. Smeaton beauftragte Jessop als Bauleiter. Dieser vermaß die Linienführung neu und führte den Kanal mit einem Aquädukt über den Fluss Liffey und mit einem hohen Damm über den Sumpf von Allen, vergleichbar mit George Stephensons Überquerung des Chat-Moss-Sumpfes mit der Liverpool and Manchester Railway. Jessop fand auch Wasserquellen und baute Reservoire, damit der Kanal nicht trockenlaufen konnte. Nachdem er alles in die Wege geleitet hatte, überließ er die Arbeit einem Beauftragten und kehrte nach England zurück. Der Kanal wurde 1805 endgültig fertiggestellt. Anscheinend war Jessop nur bis 1787 intensiv mit dem Kanal beschäftigt, danach machten andere weiter.

## Beziehung zu anderen Ingenieuren
Jessop war sehr bescheiden und suchte keine Selbstverherrlichung. Im Gegensatz zu anderen war er nicht eifersüchtig auf junge aufstrebende andere Ingenieure, sondern förderte sie. Er empfahl auch andere Ingenieure, wenn er selbst zu beschäftigt war. Er empfahl John Rennie senior für den Ingenieursposten bei der Lancaster-Kanal-Gesellschaft, was Rennies Reputation zugutekam. Als Jessop 1793 beratender Ingenieur bei der Ellesmere-Kanal-Gesellschaft war, beauftragte die Gesellschaft den relativ unbekannten Thomas Telford. Dieser hatte keine Erfahrung mit Kanälen, aber mit Jessops Rat und Hilfe machte Telford einen Erfolg daraus. Er unterstützte Telford sogar, als die Gesellschaft dessen Entwürfe für Aquädukte für zu anspruchsvoll hielt.

## Cromford-Kanal

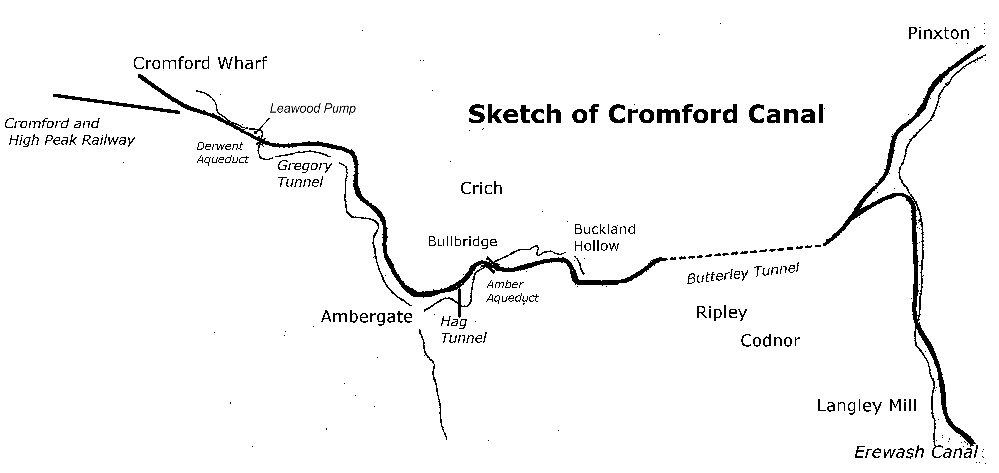
Landkarte mit dem Butterley Tunnel des Cromford-Kanals

1789 wurde Jessop zum Chefingenieur der Cromford-Canal-Gesellschaft ernannt. Der geplante Kanal sollte Kalkstein, Kohle und Eisenerz aus dem Derwent- und oberen Erewash-Tal transportieren und sich mit dem nahegelegenen Erewash-Kanal verbinden. Das Wichtigste an diesem Kanal sind der Derwent-Viadukt, der mit einem einzigen Bogen den Kanal über den Derwent (Derbyshire) führte, und der Butterley-Tunnel (früher Ripley-Tunnel). 1793 stürzte der Derwent-Viadukt teilweise ein, und Jessop nahm die Schuld auf sich und sagte, er habe die Frontwände nicht stark genug gemacht. Er ließ den Viadukt reparieren und auf eigene Kosten verstärken. Der Butterley-Tunnel war 2712 m lang, 2,7 m breit und 2,4 m hoch und brauchte 33 Schächte, die von der Oberfläche aus abgesenkt werden mussten, um ihn zu bauen. Jessop baute das Butterley-Reservoir über dem Tunnel, das sich über 20 Hektar ausdehnte.

## Die Butterley-Gesellschaft

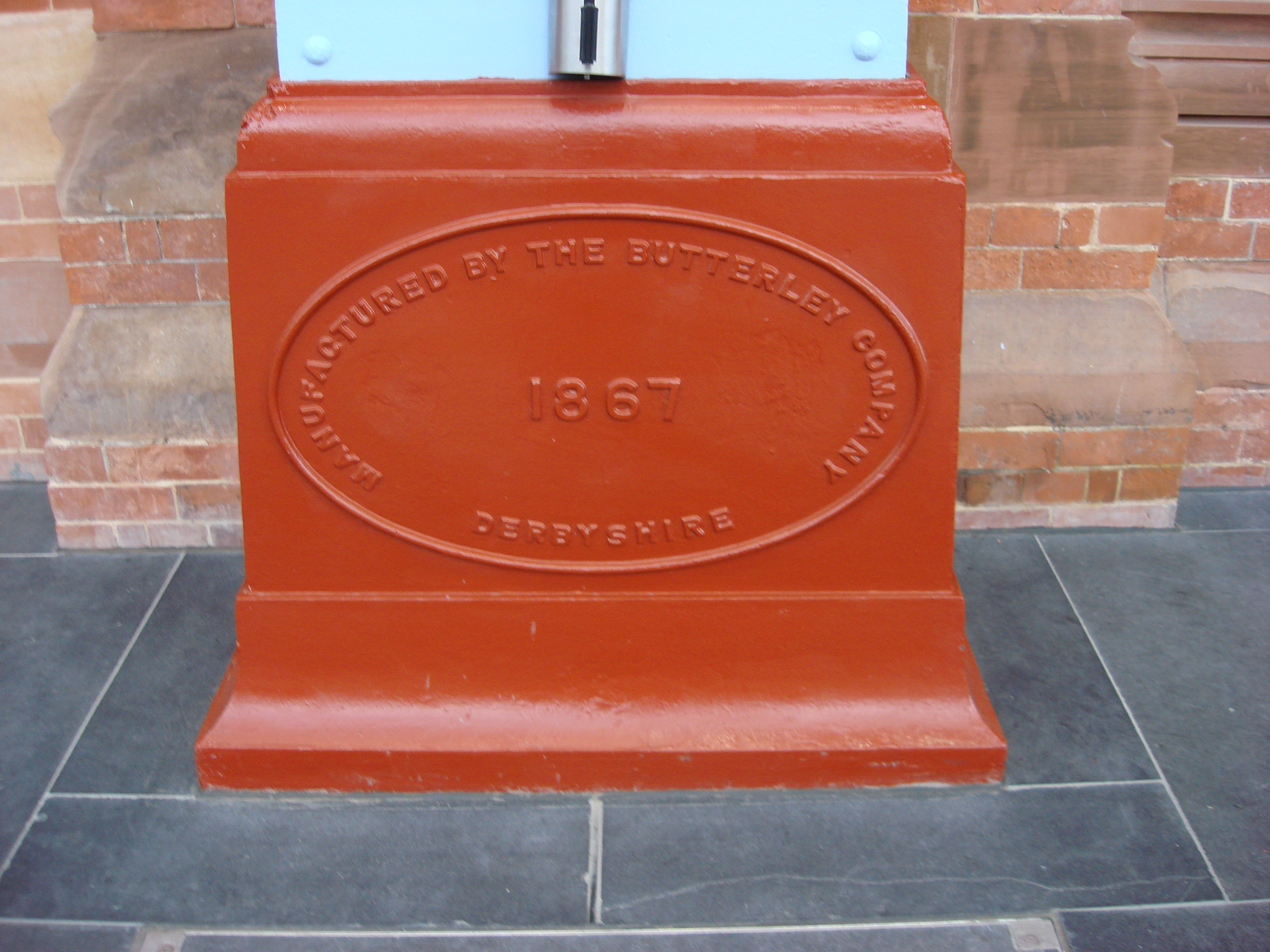
Tafel der Butterley Company in der St.-Pancras-Station

1790 gründete Jessop mit seinen Partnern Benjamin Outram, Francis Beresford und John Wright die Butterley-Iron-Works-Gesellschaft in Derbyshire, um neben anderen Dingen gusseiserne Schienen herzustellen – eine Konstruktion, die Jessop 1789 erfolgreich bei einer Pferde-Eisenbahn für Kohlewagen zwischen Nanpantan und Loughborough, Leicestershire eingesetzt hatte. Outram kümmerte sich um die Produktion der Eisenarbeiten und Ausrüstung für Jessops Ingenieurprojekte.

## Grand Junction-Kanal

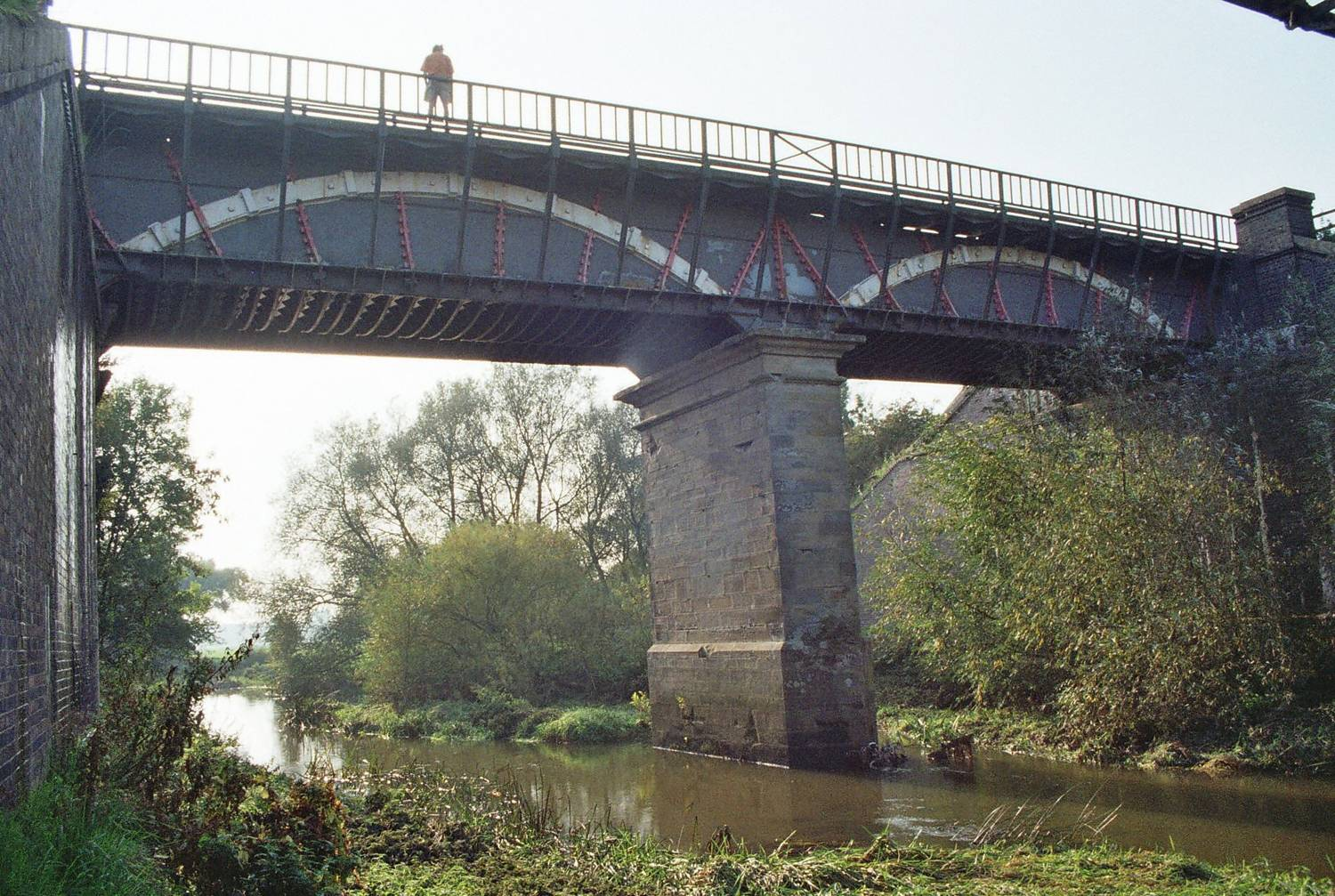
Cosgrove-Aquädukt

Der Oxford-Kanal war von James Brindley gebaut worden und man transportierte darauf Kohle in große Teile von Südengland. Er war aber keine ausreichende direkte Verbindung zwischen den Midlands und London. Deswegen wurde ein neuer Kanal geplant, der vom Oxford Canal bei Braunston nahe Rugby ausging und an der Themse bei Brentford endete, eine Strecke von 90 Meilen. Jessop wurde 1793 zum Chefingenieur der Kanalgesellschaft ernannt. Dieser Kanal war besonders schwierig zu planen, weil, während andere Kanäle Flusstälern folgten und Wasserscheiden nur kreuzten, wenn es unvermeidbar war, der neue Kanal die Flüsse Great Ouse, Nene und andere kreuzen musste. Bei Wolverton wurde ein Aquädukt gebaut, um den Kanal über das Ousetal zu führen. Während der dreibögige Steinaquädukt gebaut wurde, wurden neun temporäre Schleusen genutzt, um den Kanal auf der einen Seite des Tals hinunter und auf der anderen Seite wieder hinauf zu führen. Der Aquädukt versagte 1808 und wurde 1811 durch einen eisernen ersetzt. Der Eisentrog hatte eine ähnliche Bauweise wie der Aquädukt bei Longdon-on-Tern und der Pontcysyllte-Aquädukt von Thomas Telford und Jessop. Er ist bekannt als Cosgrove-Aquädukt und wurde konstruiert und gebaut von Benjamin Bevan.
Zwei Tunnel mussten auch gebaut werden, bei Braunston und bei Blisworth. Der Blisworth-Tunnel verursachte große Probleme und war unvollendet, als der Rest des Kanals fertig war. Jessop zog in Betracht, ihn aufzugeben und Schleusen zu nutzen, um den Kanal über den Bergrücken zu führen. Jessops temporäre Lösung war eine Eisenbahn, die den Verkehr übernahm, bis der Tunnel vollendet war. Der Grand-Junction-Kanal war enorm wichtig, um den Handel zwischen London und den Midlands zu fördern.

## West-India-Hafenanlagen

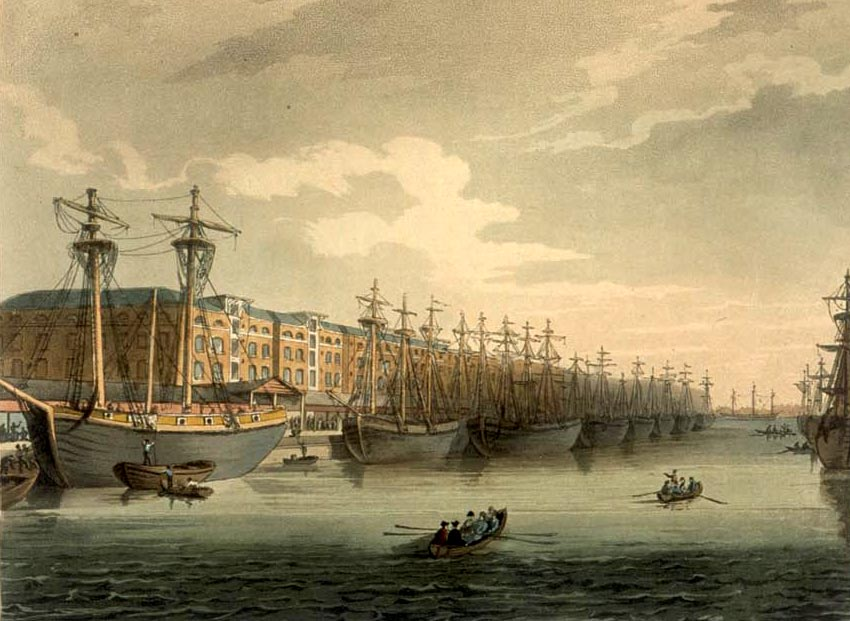
West India Docks von Augustus Charles Pugin und Thomas Rowlandson (Figuren) von Rudolph Ackermanns Microcosm of London, or, London in Miniature (1808–11)

Die West India Docks auf der Isle of Dogs waren das erste große Hafenbecken mit gleichbleibendem Wasserstand im Hafen von London. Zwischen 1800 und 1802 wurde ein Hafenbecken mit einer Fläche von 119 Hektar und einer Tiefe von 7,2 m für 600 Schiffe geschaffen. Jessop war der Chefingenieur mit Ralph Walker als sein Assistant.

## Surrey Iron Railway
1799 wurden zwei verschiedene Vorhaben vorangetrieben: ein Kanal von London nach Portsmouth und eine Eisenbahn mit von Pferden gezogenen Wagen auf derselben Strecke. Der erste Teil der Surrey Iron Railway ging von Wandsworth nach Croydon, und Jessop wurde nach seiner Meinung zu den gegensätzlichen Plänen gefragt. Er erklärte, dass die Eisenbahn das bessere Vorhaben sei, weil ein Kanal zu viel Wasser benötigte und die Wasserführung im Fluss Wandle übermäßig reduzieren würde. Es wurde vereinbart, eine Eisenbahn von Wandsworth nach Croydon zu bauen und auch ein Bassin in Wandsworth. Jessop wurde 1801 zum Chefingenieur ernannt. 1802 waren das Wandsworth-Bassin und die Linie vollendet. Es gibt Zweifel über die Spurweite dieser Linie, wobei manche schätzen, es seien 4 Fuß und 2 inch gewesen, andere sagen, es waren 4 Fuß und 8½ inch.
1803 wurde die nächste Phase genehmigt. Das war eine Linie von Croydon über Merstham nach Godstone in Surrey. Jessop war wieder Chefingenieur, mit seinem Sohn Josias als sein Assistent. Die Linie erreichte Mestham, aber wurde nie bis Godstone verlängert. Die gesamte Strecke der Straßenbahn ab Wandsworth betrug 18 Meilen. Sie wurde am Ende von den Dampflokomotiven übernommen.

## Vermächtnis
Jessop füllte die Lücke zwischen den Kanalbauingenieuren und den Eisenbahningenieuren, die später kamen. Sein Name ist wegen seiner Bescheidenheit nicht so berühmt geworden wie er es verdient hätte. Manche seiner Werke wurden fälschlich anderen zugeordnet, die seine Assistenten waren. Anders als manche anderen wie George Stephenson gab er sich nicht für würdelose Rangeleien mit Berufskollegen her. Er war bei fast allen, die mit ihm oder für ihn arbeiteten, hoch angesehen.

## Liste von Jessops Ingenieurprojekten
- Aire and Calder Navigation
- Calder and Hebble Navigation (1758–1770)
- Caledonian Canal
- Ripon Canal (1767)
- Chester Canal (Mai 1778) als Auftragnehmer von James Pinkerton
- Ouse Navigation (1788)
- Barnsley Canal (1792–1802)
- Grand Canal (Irland) zwischen dem Fluss Shannon und Dublin (1773–1805)
- Grand Junction Canal (1793–1805), später Teil des Grand Union Canals
- Cromford Canal, Derbyshire/Nottinghamshire
- Nottingham Canal (1792–1796)
- River Trent Navigation
- Grantham Canal (1793–1797), erster englischer Kanal, der vollständig abhängig von Stauseen zur Wasserversorgung war
- Ellesmere Canal (1793–1805), mit einem Entwurf von Thomas Telford
- Rochdale Canal (1794–1798)
- Sleaford Navigation (1794)
- West India Docks und Isle-of-Dogs-Kanal, London (1800–1802); John Rennie senior war Berater beim Dockprojekt
- Surrey Iron Railway, Verbindung von Wandsworth und Croydon (1801–1802), wohl die erste öffentliche Eisenbahn, wenn auch mit Pferdekraft
- Bristol Harbour / 'Floating Harbour' in Bristol (1804–1809)
- Kilmarnock and Troon Railway (1807–1812); erste Eisenbahn in Schottland, beschlossen durch ein Gesetz vom Parlament
- Häfen in Shoreham-by-Sea und Littlehampton, West Sussex[2]